# 成田梨紗
成田 梨紗（なりた りさ、1991年〈平成3年〉3月1日 - ）は、日本のグラビアアイドル・タレント。東京都出身。女性アイドルグループ・AKB48の元メンバー（1期生）。

## 略歴
2005年10月30日、『AKB48オープニングメンバーオーディション』に合格（応募総数7,924名、最終合格者24名）。同年12月8日、オープニングメンバー候補生のうち20名として、AKB48劇場グランドオープンの舞台に立った（旧チームAに所属）。
2008年10月11日に開催された『AKB48 チームA 4th Stage「ただいま恋愛中」リバイバル公演』千秋楽がラストステージになった。同年11月23日に開催された『AKB48まさか、このコンサートの音源は流出しないよね?』をもって、AKB48を卒業。
AKB48を卒業後は、グラビアアイドルとなり、2009年3月、4月にはセブ島で撮影した写真集、DVD『AKB48 Graduation』が相次いで発売された。
2011年8月26日にリリースされたグラビアDVD「COCOON」を機に、演技と歌に集中することを表明。
2012年2月11日公開の映画『すべては「裸になる」から始まって』に、森下くるみ役で初主演。
2015年10月、浜田翔子・稲森美優・青海・はまだこう・竹本茉莉と共にグラビアイドルユニット「gra-DOLL（グラドール）」を結成。
2019年3月、芸能事務所「HTONE/ソルブレッド」に所属。
2022年4月、自身の公式ブログで、結婚することを発表した。
2023年7月7日、浜田翔子芸歴20周年として活動を休止していたgra-DOLLを浜田翔子、成田梨紗、はまだこう、稲森美優の4人で9月3日に再結成することを発表。
2024年7月、第一子を出産した。

## AKB48在籍時の参加曲

### シングルCD曲
- 桜の花びらたち
  - Dear my teacher - 「チームA」名義
- スカート、ひらり
  - 青空のそばにいて - 「チームA」名義
- 会いたかった
  - だけど… - 「チームA」名義
- 「軽蔑していた愛情」に収録
  - 涙売りの少女
- 「BINGO!」に収録
  - Only today - 「チームA」名義
- 「夕陽を見ているか?」に収録
  - 夕陽を見ているか?（ひまわり2.1Mix）
- 「ロマンス、イラネ」に収録
  - ロマンス、イラネ（ひまわり 2nd 2.1Mix）
- 桜の花びらたち2008
  - 最後の制服
- 「大声ダイヤモンド」に収録
  - 109（マルキュー） - 「チームA」名義
  - 大声ダイヤモンド（Team A ver.）

### 劇場公演ユニット曲
チームA 1st Stage「PARTYが始まるよ」公演
- スカート、ひらり

 チームA 2nd Stage「会いたかった」公演
- ガラスの I LOVE YOU

 チームA 3rd Stage「誰かのために」公演
- 投げキッスで撃ち落せ!

 チームA 4th Stage「ただいま恋愛中」公演
- 7時12分の初恋

 ひまわり組 1st Stage「僕の太陽」公演
- アイドルなんて呼ばないで
※前田敦子のスタンバイ

 ひまわり組 2nd Stage「夢を死なせるわけにいかない」公演
- 初めてのジェリービーンズ
※前田敦子のスタンバイ

## 作品

### シングル
|   | リリース日     | タイトル    | 最高位 | 備考                                                                |
| - | -------------- | ----------- | ------ | ------------------------------------------------------------------- |
| 1 | 2012年12月24日 | キャンセル! | 位     | 中森明菜の2ndアルバム「バリエーション〈変奏曲〉」収録の楽曲をカバー |

#### 配信限定
|   | リリース日    | 曲名   | 備考                         |
| - | ------------- | ------ | ---------------------------- |
| 1 | 2012年2月11日 | WATASI | 作詞:成田梨紗、作曲:ピエール |

### 映像作品
- AKB48 Graduation（2009年4月24日、彩文館出版）
- ピュア・スマイル（2009年9月20日、竹書房）
- Let's ナタリー（2010年3月19日、タオ）
- SWINUTION（2010年7月22日、トリコ）
- ナタリーエクスプレス（2010年10月22日、トリコ）
- ふるえる。成田梨紗（2011年3月5日、グラマラスキャンディ）
- COCOON（2011年8月26日、竹書房） ISBN 9784812446812
- 悪魔のいけにえ（2012年4月7日、ATTACK ZONE）
- ワイルド・シング（2013年4月19日、M.B.D. メディアブランド）
- Recital~ナタリーの宝乳大放出!!~（2013年10月25日、エスデジタル）
- ダイナマイト Legend ～スマイルとセクシーのスケッチ～（2014年1月13日、エスデジタル）

## 出演

### テレビドラマ
- 空の港で。それぞれのエアポート物語 第22話（2008年8月30日、テレビ東京） - 佐紀役
- 月曜ゴールデン「警視庁機動捜査隊216・長い夜」（2010年7月19日、TBS）
- 恋なんて贅沢が私に落ちてくるのだろうか? 第2話（2012年3月30日、フジテレビワンツーネクスト）

### バラエティ
- AKB0じ59ふん!（2008年4月7日 - 28日、日本テレビ）
- 秋葉系アイドルチャンネル #4・#5（2011年8月26日・9月23日、BS11） - ゲストMC

### 映画
- すべては「裸になる」から始まって（2012年2月11日、BANANAFISH） - 森下くるみ 役[7][8]
- ラブ&エロス「妻の恋人」（2012年12月15日、アルゴ・ピクチャーズ）
- 東京トワイライト（2013年1月26日）
- MOON★DREAM（2013年6月29日、トリプルアップ）[9]

### 舞台
- ゴブレイシアター バレンタイン公演「まいっちんぐマチコ先生」（2013年2月11日 - 17日、シアターKASSAI） - 主演・麻衣マチコ 役
- 「結晶物語」（2013年7月10日‐14日、上野ストアハウス） - 晴香 役
- 2014シアターグリーンプロデュースNOMUZUプロジェクト 第二回公演「どーしんぼの浜」（2014年6月17日 ‐ 22日、シアターグリーン BOX in BOX THEATER）
- u-you,company 14th STAGE『UTSUKE』三部作（2015年2月11日 - 15日、シアターグリーン BIG TREE THEATER）
- アリスインプロジェクト「陰陽よろず屋 開業中![10][11]」（2016年2月24日 - 28日、築地本願寺ブディストホール） - 桔梗 役
- なよたけのかぐや姫（2016年6月17日 - 19日、川崎市アートセンター アルテリオ小劇場） - 伽耶、かぐや姫 役 ※二役
- 午後の素数（2016年10月8日 - 16日、赤坂CHANCEシアター） -　早苗 役
- 大改訂コメディ版「いつもある場所」（2017年3月30日 - 4月2日、調布市せんがわ劇場）
- K-FARCE 第七回公演「君が残した白いひまわり」（2017年7月5日 - 9日、明石スタジオ）
- Produce team Office54 朗読劇「学園デスパネル」（2017年8月11日、座・高円寺2）

### インターネットテレビ
- コイカツ 恋愛ノウハウトークライブvol.2[12]（2010年7月16日、マシェリバラエティ マシェバラ）
- ニコニコワークショップ「サービス残業、パワハラ、安月給に物申す!ブラック企業との向き合い方ワークショップ!」（2017年11月12日、ニコニコ生放送）[13]

## 書籍

### 写真集
- AKB48 Graduation（2009年3月25日、彩文館出版、撮影：斉木弘吉）ISBN 978-4-7756-0379-6
- Recital〜ナタリーの決意〜（2013年9月25日、彩文館出版、撮影：野川イサム）ISBN 978-4775605431